# 废丘
廢丘，中国古地名，傳統認為在今陕西省兴平市境內。2019年，中國科學院考古研究所通過考古研究，在陕西省西安市西咸新区沣西新城的东马坊村發現廢丘城遺址。
周朝时名犬丘，周懿王所都，秦欲废之，故曰废丘。秦朝滅亡後，前206年項羽立章邯为雍王，定都废丘，統治咸阳以西地區。前205年漢軍佔領廢丘，章邯自刎，废丘被易名為槐里，即槐里县。